# Relations entre le Mexique et l'Union européenne
Les relations entre le Mexique et l'Union européenne remontent à 1960 et sont aujourd'hui encadrées par deux accords principaux : l'accord global et le partenariat stratégique.

## Accord de partenariat économique
Un accord de partenariat économique, de coordination politique et de coopération a été signé en décembre 1997 qui entre en vigueur en 2000, en même temps qu'un accord de libre-échange. Cette signature résulte de la volonté du Mexique d'augmenter la part de l'Union dans son commerce extérieur (alors à 8 %).
En mai 2016 l'Union européenne lance une procédure de modernisation de l'accord commercial signé en 2000 avec le Mexique. En mai 2017, la commissaire Cecilia Malmström se rend au Mexique pour accélérer la procédure.  Elle a déclaré à cette occasion que le commerce entre le Mexique et l'UE a triplé entre 1999 et 2016, passant de 18,5 milliards de dollars à 61 milliards de dollars.

## Sources

## Compléments